# Glacier de la Plate des Agneaux
Le glacier de la Plate des Agneaux est un glacier alpin, situé dans le département français des Hautes-Alpes. Il prend naissance à l'est d'une crête reliant la Grande Ruine à Roche Faurio, dans le massif des Écrins, et constitue la source de la Romanche, en Oisans.